# Emmeline Pankhurst
Emmeline Pankhurst, nascida Emmeline Goulden, (Manchester, 15 de julho de 1858 – Londres, 14 de junho de 1928) foi uma das fundadoras do movimento britânico do sufragismo. O nome da "Sra. Pankhurst", mais do que qualquer outro, está  associado com a luta pelo direito de voto para mulheres de classe média alta no período imediatamente antes da Primeira Guerra Mundial.
Em 1879, casou com Richard Marsden Pankhurst, um advogado. O Sr. Pankhurst era já um apoiante do movimento das sufragistas, e tinha sido o autor da legislação Married Women's Property Acts (Lei da propriedade da mulher casada), de 1870 e 1882. Em 1889, a Sra. Pankhurst fundou a Liga do Franchise das mulheres. A campanha não seria interrompida pela morte do marido em 1898. Em 1903 fundou a melhor conhecida Women's Social and Political Union (WSPU), um movimento militante cujos membros incluíram a famosa Annie Kenney, a "mártir" do sufragismo; Emily Davison e a compositora Dame Ethel Smyth. Foi juntada no movimento por suas filhas, Christabel e Sylvia, ambas fariam uma contribuição substancial à campanha em maneiras diferentes.
As tácticas da Sra. Pankhurst para atrair a atenção ao movimento tiveram como resultado o emprisionamento por diversas vezes, mas por causa de seu perfil elevado, não passou as mesmos privações como outras colegas sufragistas (embora experimentasse alimentação forçada após greve de fome). A liderança da campanha não agradou a todos, e houve separatismo dentro do movimento em consequência. A autobiografia, Minha própria história, foi publicado em 1914. Morreu em 1928, tendo atingido o maior de seus objetivos: o direito de voto para as mulheres no Reino Unido.
Em 1999, a revista Time considerou-a uma das 100 pessoas mais influentes do século XX, afirmando: "ela moldou a ideia da mulher do nosso tempo e criou um novo padrão para a sociedade para o qual não havia retorno".

## Família e nascimento
De acordo com a sua certidão de nascimento, Emmeline Pankhurst nasceu no dia 15 de julho de 1858 em Moss Side, um subúrbio de Manchester. No entanto, Pankhurst acreditava ter nascido um dia antes, no Dia da Bastilha. A maioria das suas biografias, incluindo as que foram escritas pelas suas filhas, também dizem ser esta a sua verdadeira data de nascimento. Pankhurst sentia uma afinidade com as mulheres que invadiram a Bastilha e disse em 1908: "Sempre achei que o facto de ter nascido nesse dia teve algum tipo de influência na minha vida".
A família de Pankhurst estava envolvida em agitações políticas há várias gerações. A sua mãe, Sophia Jane Craine era descendente dos Manx, uma etnia celta da Ilha de Man e alguns dos seus antepassados foram presos por criarem agitação social e por difamação. Em 1881, a Ilha de Man tornou-se no primeiro território a dar acesso ao voto às mulheres nas eleições nacionais. O seu pai, Robert Goulden, vinha de uma família modesta de comerciantes de Manchester que também tinha antecedentes de envolvimento na política. A mãe de Pankhurst trabalhava com o Anti-Corn Law League, um movimento político que conseguiu influenciar a abolição das Corn Laws, e o sei pai esteve presente no massacre de Peterloo, quando a cavalaria atacou uma multidão que exigia uma reforma da representação parlamentar.
O filho mais velho de Sophia e Robert morreu com dois anos de idade, mas o casal teve mais dez filhos. Emmeline era a mais velha das cinco filhas. Pouco depois do seu nascimento, a família mudou-se para Seedley, onde o seu pai foi sócio de uma pequena empresa. Robert envolveu-se na política local e foi vereador da Câmara Municipal durante vários anos. Era também um apoiante entusiasta de instituições de teatro como a Manchester Atheaeum e a Dramatic Reading Society. Ele foi dono de um teatro em Salford durante vários anos e protagonizou várias peças de William Shakespeare no local. Pankhurst herdou o gosto pelo teatro e usou essa aptidão mais tarde enquanto ativista.

## Infância
Os pais de Pankhurst incluíam os seus filhos nas suas ações de ativismo social. O seu pai recebeu o abolicionista norte-americano Henry Ward Beecher quando este visitou Manchester e a sua mãe lia o romance de Beecher, Uncle Tom's Cabin aos filhos. Em 1914, na sua autobiografia, My Own History, Pankhurst recordou uma visita que fez em criança a um bazar para juntar dinheiro para os escravos recentemente libertados dos Estados Unidos.
Pankhurst começou a ler muito cedo, aos três anos de idade. Ela leu a Odisseia quando tinha nove anos e gostava da obra de John Bunyan, especialmente da história The Pilgrim's Progress de 1678. Outro dos seus livros preferidos era The French Revolution: A History de Thomas Carlyle que afirmava ter sido uma fonte de inspiração durante toda a sua vida.

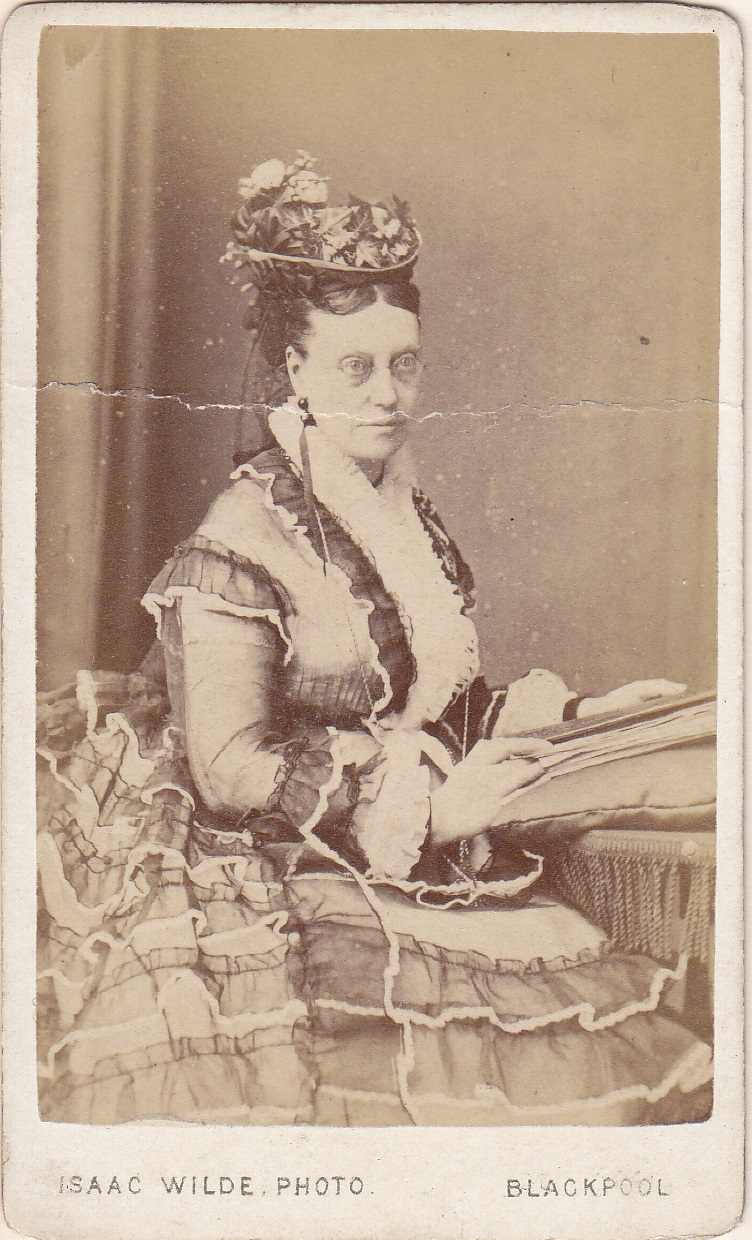
Lydia Becker foi uma das maiores influências de Emmeline Pankhurst.

Apesar de ler avidamente, Emmeline não recebeu uma educação tão extensa como a dos seus irmãos. Os seus pais acreditavam que era mais útil que as suas filhas aprendessem a arte de "tornar a casa bonita" e outras aptidões que satisfizessem os seus futuros maridos. Os Gouldens planearam a educação dos seus rapazes com cuidado, mas esperavam que as suas filhas se casassem jovens e evitassem ter de trabalhar.
Ainda que os seus pais apoiassem o voto das mulheres e uma evolução do papel da mulher na sociedade, os Gouldens eram da opinião de que as suas filhas eram incapazes de cumprir os mesmos objetivos dos seus colegas masculinos. Uma vez, enquanto fingia estar a dormir, Emmeline ouviu o seu pai a dizer para si mesmo: "Que pena ela não ser um rapaz".
Pankhurst tomou conhecimento do movimento sufragista através do interesse dos seus pais no assunto. A sua mãe recebia e lia o Women's Suffrage Journal e Pankhurst ganhou afinidade pela sua editora, Lydia Becker. Aos 14 anos, Emmeline chegou a casa da escola ao mesmo tempo que a sua mãe se preparava para ir a uma reunião pública sobre o direito de voto das mulheres. Depois de descobrir que Lydia Becker ia falar nessa reunião, ela também quis ir. Emmeline ficou fascinada com o discurso de Becker e escreveu mais tarde: "Saí dessa reunião uma sufragista consciente e confirmada".
Um ano mais tarde, Emmeline mudou-se para Paris para frequentar a École Normale de Neuilly. Para além das disciplinas tradicionalmente ensinadas a jovens mulheres, como bordado, nesta escola elas aprendiam Química e Escrituração. A colega de quarto de Pankhurst, Noémie, era filha de Henri Rochefort que tinha sido preso em Nova Caledónia em consequência do seu apoio da Comuna de Paris. As duas trocavam histórias das façanhas políticas dos seus pais e foram amigas durante vários anos. Noémie acabou por casar com um pintor suíço e encontrou um pretendente francês para a sua amiga. Porém, quando o pai de Pankhurst se recusou a pagar um dote à filha, o homem cancelou o seu noivado e Emmeline regressou a Manchester desolada.

## Casamento e família

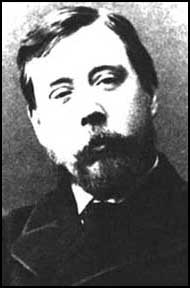
Richard Pankhurst, o marido de Emmeline Pankhurst.

No outono de 1878, Emmeline, na altura com 20 anos, conheceu e começou a namorar com Richard Pankhurst de 44. Richard era um advogado que defendia o sufrágio feminino e outras causas como a liberdade de expressão e uma reforma na educação e que tinha decidido ficar solteiro para poder servir melhor o público. A felicidade do casal foi ofuscada pela mãe de Emmeline que criticou a filha por se "atirar" a Richard e chegou mesmo a pedir-lhe para se conter quando estava com ele. Ela acabou por falecer um ano depois de o casal se conhecer.
Emmeline sugeriu a Richard que os dois tivessem uma união livre das formalidades do casamento, porém Richard rejeitou a ideia uma vez que Emmeline seria excluída da vida política por ser considerada uma mulher solteira e, assim, eles casaram-se no dia 18 de dezembro de 1879 na St. Luke's Church em Pendleton.
Durante a década de 1880, o casal viveu na casa da família de Emmeline em Seedley e esta dedicou-se maioritariamente a cuidar do marido e dos filhos, ainda que continuasse a dedicar-se a causas políticas. Apesar de Emmeline ter dado á luz cinco filhos num período de dez anos, tanto ela como Richard era da opinião de que ela não se devia dedicar exclusivamente a tarefas domésticas. Assim, o casal contratou uma empregada para ajudar Emmeline com as crianças enquanto esta se dedicava à Sociedade do Sufrágio Feminino. A sua filha mais velha, Christabel, nasceu a 22 de setembro de 1880, menos de um ano depois do casamento. A segunda filha do casal, Estelle Sylvia, nasceu em 1882. Em 1884 tiveram um rapaz, Francis Henry e Richard Pankhurst deixou o Partido Liberal pouco depois do seu nascimento. A partir daí, Richard começou a expressar opiniões socialistas mais radicais, algo que criou alguma tensão no seu casamento. Em 1885, os Pankhurst mudaram-se para Chorlton-on-Medlock e foi aí que nasceu a sua filha Adela. A família mudou-se para Londres no ano seguinte e Richard tentou sem sucesso tornar-se um Membro do Parlamento. Ele abriu uma pequena loja chamada Emerson and Company.
Em 1888, Francis contraiu difteria e morreu em 11 de setembro. Devastada com a morte do filho, Emmeline encomendou dois retratos dele, mas nunca foi capaz de olhar para eles, acabando por guardá-los num armário do quarto. A doença do seu filho foi provocada por um sistema de esgotos defeituoso e a família mudou-se para a zona mais afluente de Russel Square onde Emmeline engravidou pouco depois. O seu filho mais novo nasceu em 7 de julho de 1889 e recebeu o nome Henry Francis em honra do irmão mais velho. Emmeline dizia que ele era o "Frank reencarnado".
Emmeline tornou a sua casa em Russel Square num centro para mulheres em luto que atraiu vários tipos de ativistas. Ela gostava de decorar a casa, particularmente com mobília asiática, e de vestir bem a família. A sua filha, Sylvia, escreveu: "Para ela, a beleza e a pertinência das suas roupas e da sua casa eram sempre parâmetros essenciais para o seu trabalho público". Os Pankhurst receberam vários convidados ilustres na sua casa, incluindo o abolicionista norte-americano William Lloyd Garrison, o deputado indiano Dadabhai Naoroji, os ativistas Herbert Burrows e Annie Besant e a anarquista francesa Louise Michel.

## Women's Franchise League

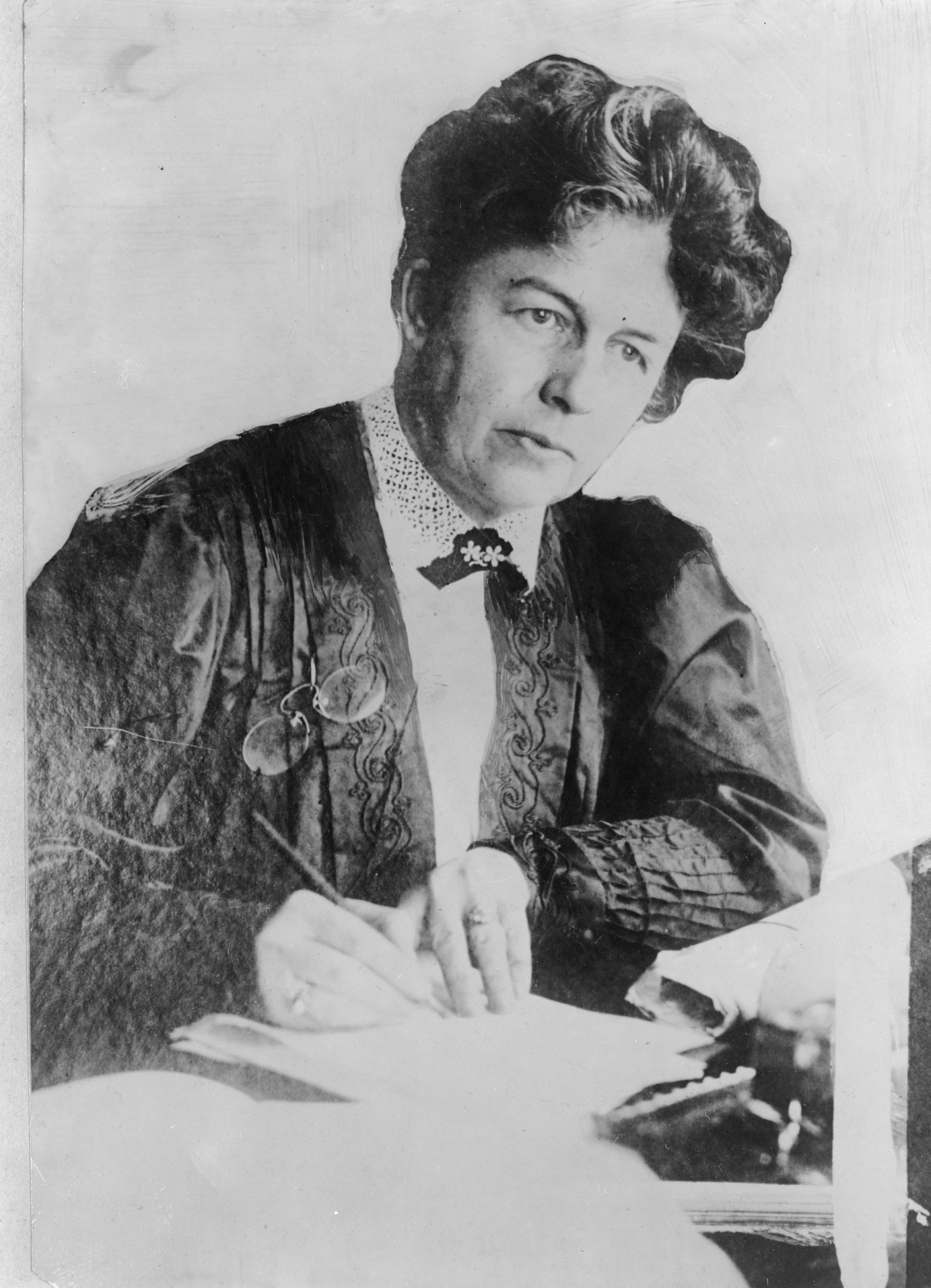
Harriot Stanton Blatch, filha da sufragista norte-americana Elizabeth Cady Stanton, foi um dos primeiros membros do Women's Franchise League.

Em 1888, a primeira aliança nacional de grupos que promoviam o acesso das mulheres ao voto, a National Society for Women's Suffrage (NSWS), dividiu-se após a maioria dos seus membros decidir aceitar organizações afiliadas a partidos políticos. Revoltadas com esta decisão, algumas das líderes do grupo, incluindo Lydia Becker e Millicent Fawcet abandonaram a reunião onde esta decisão foi anunciada e criaram outra organização regida pelas "regras antigas" chamada Great College Street Society. Pankhurst permaneceu na organização regida pelas "regras novas" que mudou o nome para Parliament Street Society (PSS). Alguns dos membros da PSS eram a favor de uma abordagem moderada à conquista do voto. Uma vez que havia a ideia geral de que as mulheres casadas não necessitavam de um voto individual porque o voto dos seus maridos refletia o seu, alguns dos membros da PSS acreditavam que dar acesso ao voto a mulheres solteiras e viúvas era um passo prático no caminho para o sufrágio universal. Quando se tornou claro que a PSS não tinha intenções de apoiar imediatamente o acesso ao voto a mulheres casadas, Pankhurst e o seu marido abandonaram a organização e criaram um novo grupo dedicado a promover o acesso ao voto para todas as mulheres: o Women's Franchise League.
A primeira reunião do Women's Franchise League (WFL) decorreu no dia 25 de julho de 1889 na casa de Pankhurst em Russel Square. William Lloyd Garrison discursou na reunião e deixou um aviso aos participantes de que o movimento abolicionista dos Estados Unidos tinha sido prejudicado por indivíduos que apelavam à moderação e à paciência. Alguns dos primeiros membros do WFL incluiam: Josephine Butler, líder da Ladies National Association for the Repeal of the Contagious Diseases Acts; a amiga dos Pankhurst, Elizabeth Wolstenholme Elmy; e Harriot Stanton Blatch, filha da sufragista norte-americana Elizabeth Cady Stanton.
O WFL foi considerado um grupo radical uma vez que, para além de apoiar o sufrágio feminino, apoiava direitos igualitários para as mulheres em áreas como o divórcio e a herança. Além disso, apoiava o sindicalismo e procurou fazer alianças com organizações socialistas. O grupo mais conservador que resultou do fim da NSWS opunha-se ao WFL que diziam ser um grupo de "extrema-esquerda". O WFL reagiu à acusação e ridicularizou a WFL, apelidando-a de "Partido das Sufragistas Solteironas" e defendia que era necessário um ataque mais amplo às desigualdades sociais. O radicalismo do grupo fez com que alguns dos seus membros o abandonassem, incluindo Harriot Stanton Blanch e Elizabeth Wilstenholme Elmy. O grupo separou-se um ano depois da sua formação.

## Partido Trabalhista Independente
A loja de Richard Pankhurst nunca teve grande sucesso e ele não conseguiu atrair clientes suficientes em Londres. Com as finanças da família em perigo, Richard viajava regularmente para o noroeste da Inglaterra, onde se encontrava a maioria dos seus clientes. Em 1893, os Pankhurst fecharam a loja e regressaram a Manchester. Viveram durante vários meses na cidade costeira de Southport e depois mudaram-se para a aldeia de Disley durante algum tempo antes de se fixarem numa casa em Victoria Park, Manchester. As filhas do casal frequentaram a Manchester Girls' School onde se sentiram limitadas devido ao grande número de alunas e à carga horária pesada.
Emmeline começou a trabalhar com várias organizações políticas, distinguindo-se pela primeira vez em nome próprio como ativista e conquistando o respeito da comunidade. Um biógrafo descreve este período como a sua "saída da sombra de Richard". Além do trabalho que realizava em prol do sufrágio feminino, Emmeline envolveu-se com a Women's Liberal Federation (WLF), uma organização do Partido Liberal. No entanto, Pankhurst rapidamente ficou descontente com as posições moderadas da organização, principalmente por se recusar a apoiar o movimento Irish Home Rule e a liderança aristocrática de Archibald Primrose.
Em 1888, Pankhurst tinha-se tornado amiga de Keir Hardie, um socialista escocês. Ele foi eleito para o parlamento em 1891 e, dois anos mais tarde ajudou a criar o Partido Trabalhista Independente. Emmeline ficou entusiasmada com as questões que o novo partido prometia abordar e demitiu-se da WLF para se juntar ao Partido Trabalhista Independente. Uma filial local recusou a sua candidatura devido ao seu sexo, mas ela acabou por conseguir juntar-se ao partido nacional. A sua filha Christabel descreveu mais tarde o entusiasmo da sua mãe pelo partido: "Ela esperava encontrar neste movimento as ferramentas para corrigir todos os males políticos e sociais".
Uma das suas primeiras atividades com o PTI foi distribuir comida aos pobres através do Comité para o Auxílio aos Desempregados. Em dezembro de 1894, Emmeline foi eleita para o cargo de Guardiã das Poor Laws em Chorton-on-Medlock. Ela ficou chocada com as condições que encontrou na Workhouse de Manchester:
Da primeira vez que fui àquele sítio, fiquei horrorizada quando vi crianças pequenas de sete ou oito anos de joelhos a esfregar as pedras frias dos longos corredores... a maioria sofria de bronquite a maior parte do tempo... Descobri que havia mulheres grávidas ali, a limpar o chão, a fazer os piores trabalhos possíveis, quase até os seus bebés nascerem... Claro que os bebés eram pouco protegidos... Tenho a certeza de que aquelas pobres mães desprotegidas e os seus bebés foram alicerces fortes da minha educação como militante.
Pankhurst mudou de imediato estas condições e tornou-se numa voz importante na defesa da reforma do Board of Guardians. O seu principal opositor era um homem chamado Mainwaring, conhecido pela sua grosseria. Ele acabou por reconhecer que a sua fúria estava a prejudicar as suas hipóteses de conquistar a simpatia dos apoiantes de Pankhurst e, durante as reuniões, mantinha uma nota ao seu lado que dizia: "Tem calma!".
Depois de ajudar o seu marido noutra campanha eleitoral falhada para o Parlamento, Pankhurtst teve problemas com a lei em 1896 depois de ela e dois homens desobedecerem a uma ordem do tribunal que impedia reuniões do Partido Trabalhista Independente em Boggart Hole Clough. Uma vez que Richard estava a trabalhar como conselheiro legal sem receber, Emmeline e os dois homens recusaram-se a pagar as multas e os homens passaram um mês na prisão. Já Pankhurst não recebeu qualquer castigo provavelmente porque o magistrado temia represálias por prender uma mulher tão respeitada na comunidade. Quando um jornalista do PTI perguntou a Pankhurst se se sentia preparada para ser presa, ela respondeu: "Sim, claro. Não seria assim tão mau, sabe? E até seria uma experiência valiosa".

### Morte de Richard

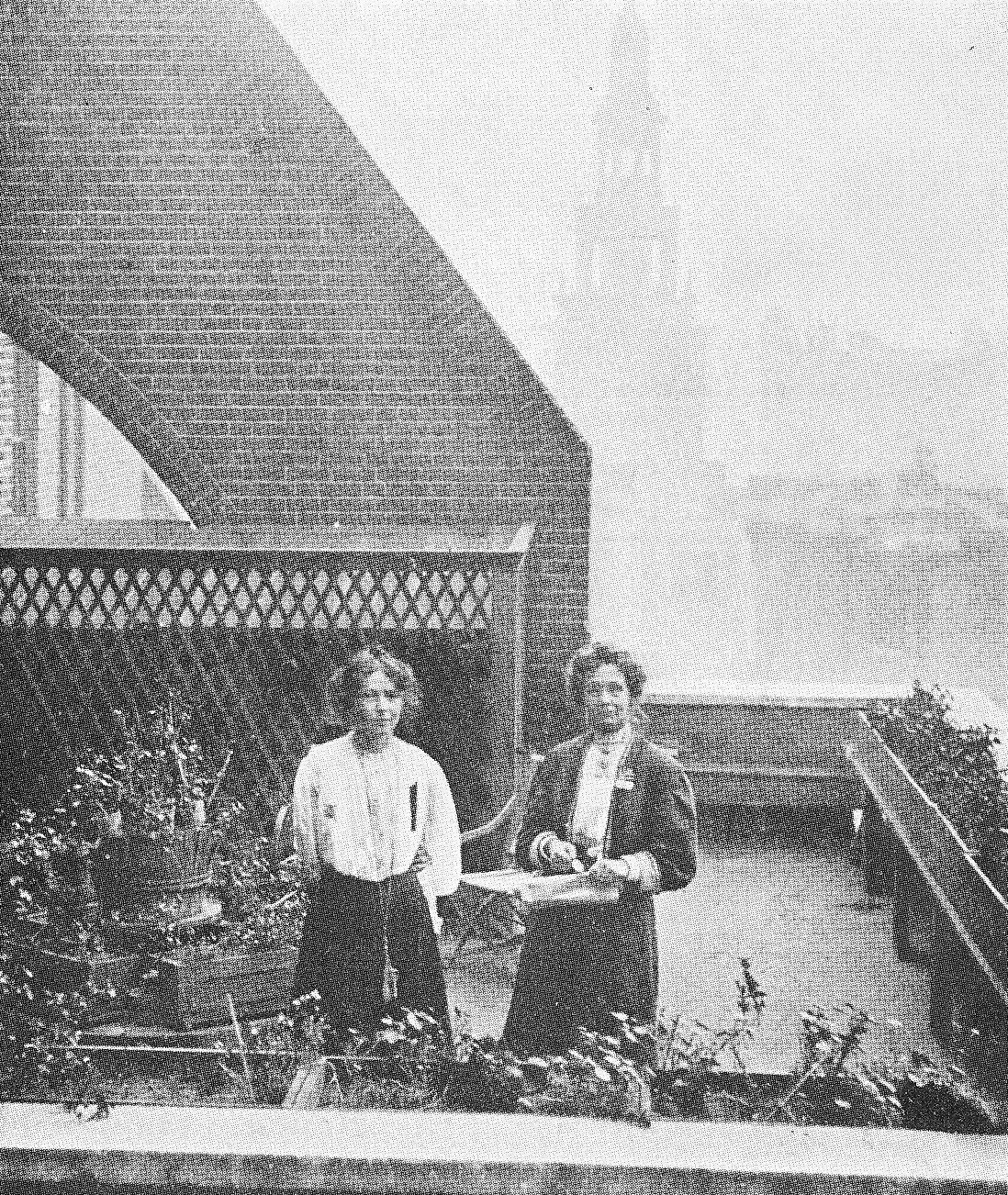
Christabel Pankhurst com a sua mãe, Emmeline, a esconder-se da polícia num jardim (1908).

Durante o episódio de Boggart Hole Clough, Richard Pankhurst começou a ter dores de estômago fortes. Ele tinha desenvolvido uma úlcera gástrica e a sua saúde deteriorou-se em 1897. A família mudou-se durante pouco tempo para Mobberley na esperança de que o ar do campo o ajudasse. Pouco tempo depois da mudança, Richard ficou doente e a família regressou a Manchester no outono. No verão de 1898, Richard teve uma recaída repentina. Emmeline estava em Corsier, na Suíça com a filha mais velha em visita à sua amiga Noémie. Richard enviou-lhe um telegrama que dizia: "Não estou bem. Vem para casa, meu amor". Emmeline deixou a filha com Noémie e regressou de imediato à Inglaterra. No dia 5 de julho, quando estava num comboio que viajava de Londres para Manchester, Emmeline leu num jornal que Richard tinha falecido.
A morte do seu marido deixou Emmeline com novas responsabilidades e uma quantia significativa de dívidas. Ela mudou-se com a família para uma casa mais pequena, demitiu-se do Board of Guardians e começou a trabalhar como registadora de nascimentos e mortes em Chorlton. Este trabalho fê-la testemunhar de perto as condições de vida das mulheres daquela região. Emmeline escreveu na sua autobiografia: "Elas contavam-me as histórias delas, algumas eram terríveis e todas elas patéticas, mas eram contadas sem queixumes e com a passividade que vem da pobreza". As diferenças que observou entre as vidas dos homens e das mulheres reforçaram a sua convicção de que as mulheres necessitavam do direito ao voto para que as suas condições de vida melhorassem. Em 1900, ela foi eleita para a diretoria das escolas de Manchester e testemunhou novos exemplos de mulheres que sofriam com a desigualdade de tratamento e oportunidades limitadas. Durante este período, ela também reabriu a loja do marido na esperança de que conseguisse suportar a família com este negócio.
As personalidades individuais dos filhos de Emmeline começaram a surgir na altura da morte do pai. Pouco depois dele ter falecido, todos se envolveram na luta pelo sufrágio feminino. Christabel tinha um estatuto especial entre as filhas de Emmeline, como Sylvia descreveu em 1931: "Ela era a filha preferida da nossa mãe. Todos sabíamos disso e eu nunca senti qualquer ressentimento por isso". Christabel não tinha herdado o fervor da mãe por trabalho político até conhecer as sufragistas Esther Roper e Eva Gore-Booth. Pouco depois, começou a envolver-se no movimento sufragista e juntou-se à sua mãe quando esta falava em público. Sylvia teve aulas com um artista local de renome e recebeu uma bolsa de estudos para a Manchester School of Art. Mais tarde, foi estudar Arte em Florença e em Veneza. Os filhos mais novos de Emmeline, Adela e Harry, tiveram dificuldades em escolher uma área de estudos. Adela foi enviada para uma um internato local e Harry, que também teve dificuldades nos estudos, contraiu sarampo e tinha problemas de visão.

## Women's Social and Political Union

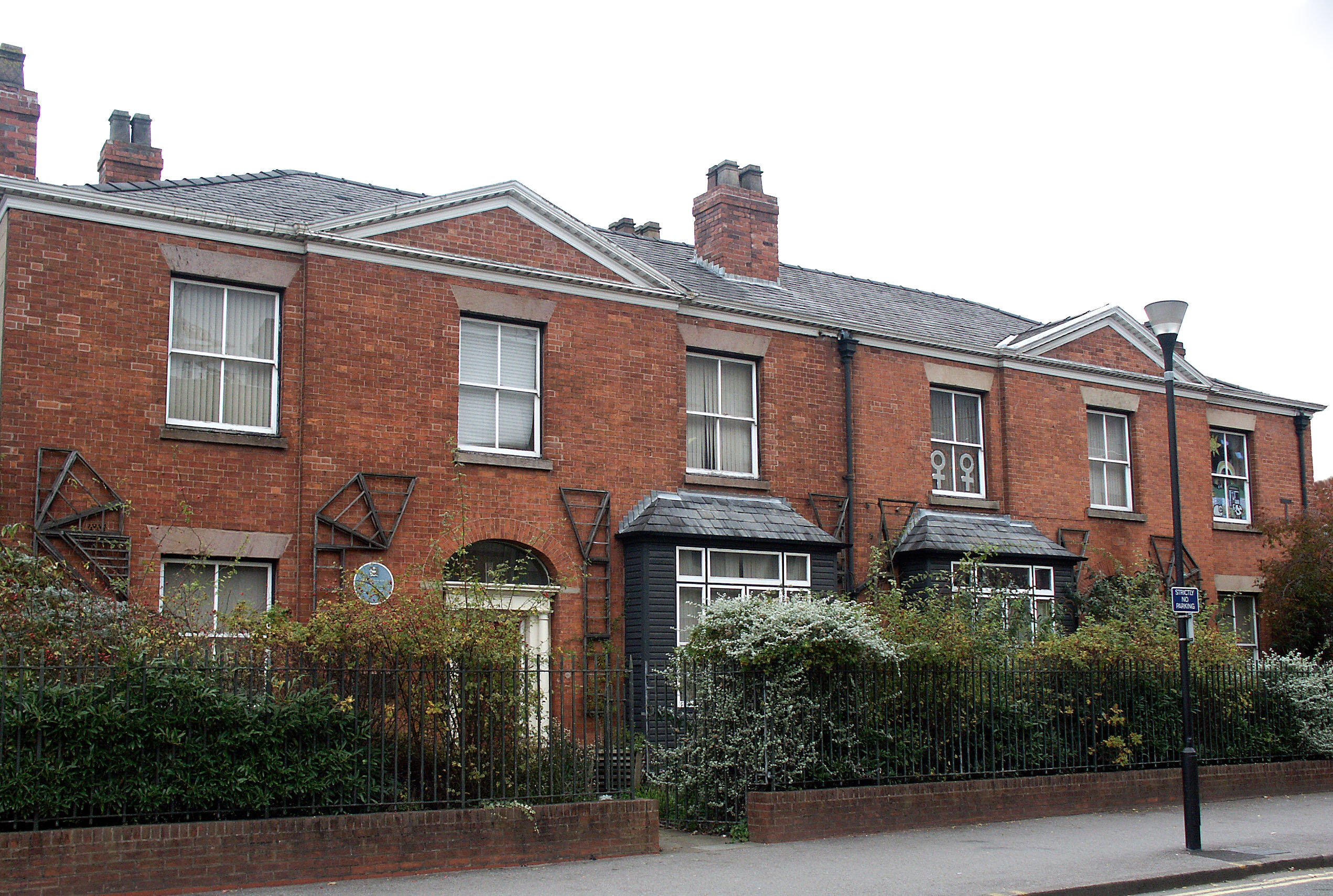
A WSPU foi fundada na casa de Emmeline Pankhurst no número 62 da Nelson Street, em Manchester. Atualmente o local é a sede do Pankhurst Centre.

Em 1903, Emmeline Pankhurst considerava que anos de discursos moderados e promessas dos Membros do Parlamento relativas ao sufrágio feminino não tinham originado qualquer progresso. Apesar de os projetos de lei do sufrágio de 1870, 1886 e 1897 parecerem prometedores na altura em que foram elaborados, nenhum deles tinha sido aprovado. Pankhurst duvidava que os partidos políticos dessem prioridade à questão do sufrágio feminino e afastou-se do Partido Trabalhista Independente quando este recusou concentrar-se na questão do acesso das mulheres ao voto. Pankhurst achava necessário abandonar as táticas pacientes dos grupos de defesa do sufrágio feminino e passar a ações mais militantes. Assim, em 10 de outubro de 1903, Pankhurst e várias das suas colegas fundaram a Women's Social and Political Union (WSPU; União Social e Política das Mulheres), uma organização que aceitava apenas mulheres como membros e que trabalhava em ações diretas para conquistar o direito ao voto. Mais tarde, Emmeline escreveu: "O nosso lema permanente seria 'Ações e não palavras'".

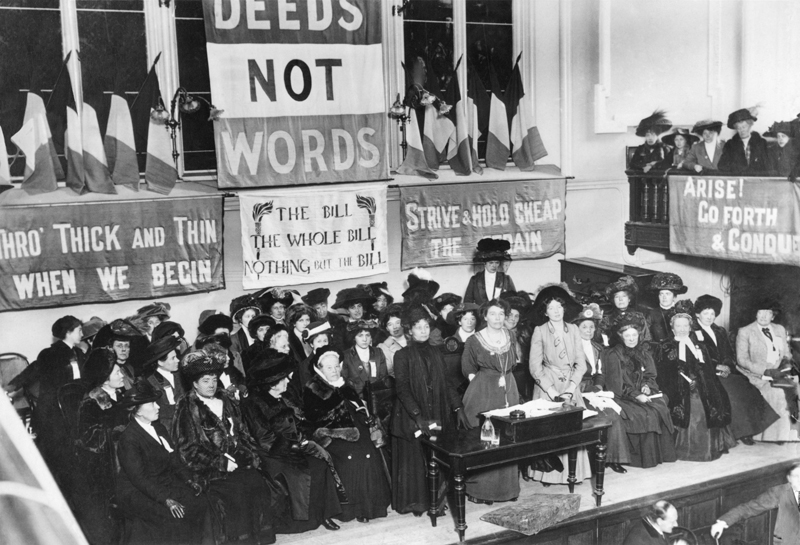
A Women's Social and Political Union tornou-se conhecida pelas suas ações militantes. Pankhurst afirmou: "A condição do nosso sexo é tão deplorável que é o nosso dever infringir a lei para chamar a atenção para as razões que nos levam a fazê-lo".

As primeiras ações do grupo não foram violentas. Para além de discursos e petições, a Women's Social and Political Union organizava comícios e publicava um folheto chamado Votes for Women (Votos Para as Mulheres). O grupo também convocou uma série de "Parlamentos Femininos" que se reunia nos mesmos dias do governo. Quando um projeto de lei para o sufrágio feminino foi rejeitado em 12 de maio de 1905, Pankhurst e outros membros da WSPU organizaram uma manifestação à porta do Parlamento. A polícia obrigou o grupo a afastar-se do edifício. Apesar de o projeto de lei nunca ter regressado ao Parlamento para votação, Pankhurst considerava que a manifestação tinha sido um sucesso por demonstrar o poder da militância para chamar a atenção. Em 1906, Pankhurst declarou: "Finalmente reconheceram-nos como um partido político: entramos agora no grupo dos políticos e somos uma força política".
Pouco tempo depois, todas as filhas de Emmeline envolveram-se na WSPU. Christabel foi presa por cuspir num polícia durante uma reunião do Partido Liberal em outubro de 1905; Adela e Sylvia foram presas um ano mais tarde durante uma manifestação no Parlamento. Emmeline foi presa pela primeira vez em fevereiro de 1908 por tentar entrar no Parlamento para entregar uma resolução de manifestação ao Primeiro-Ministro H. H. Asquith. Ela foi acusada de obstrução e recebeu uma sentença de seis semanas na prisão. Mais tarde, criticou as condições do estabelecimento onde esteve presa e a forma como ela e outras mulheres foram tratadas. De acordo com Emmeline, a prisão tinha vermes, a comida escasseava e as prisioneiras eram submetidas a "tortura civil através de um regime de isolamento e silêncio absoluto". Pankhurst via a prisão como um meio de publicitar a urgência do sufrágio feminino. Em junho de 1909, Pankhurst deu dois estalos na cara a um polícia para garantir que era presa. Ela foi presa sete vezes antes da aprovação do sufrágio feminino. Durante o seu julgamento, no dia 21 de outubro de 1908, Emmeline declarou em tribunal: "Não estamos aqui porque somos infratoras da lei, estamos aqui porque queremos mudá-la".

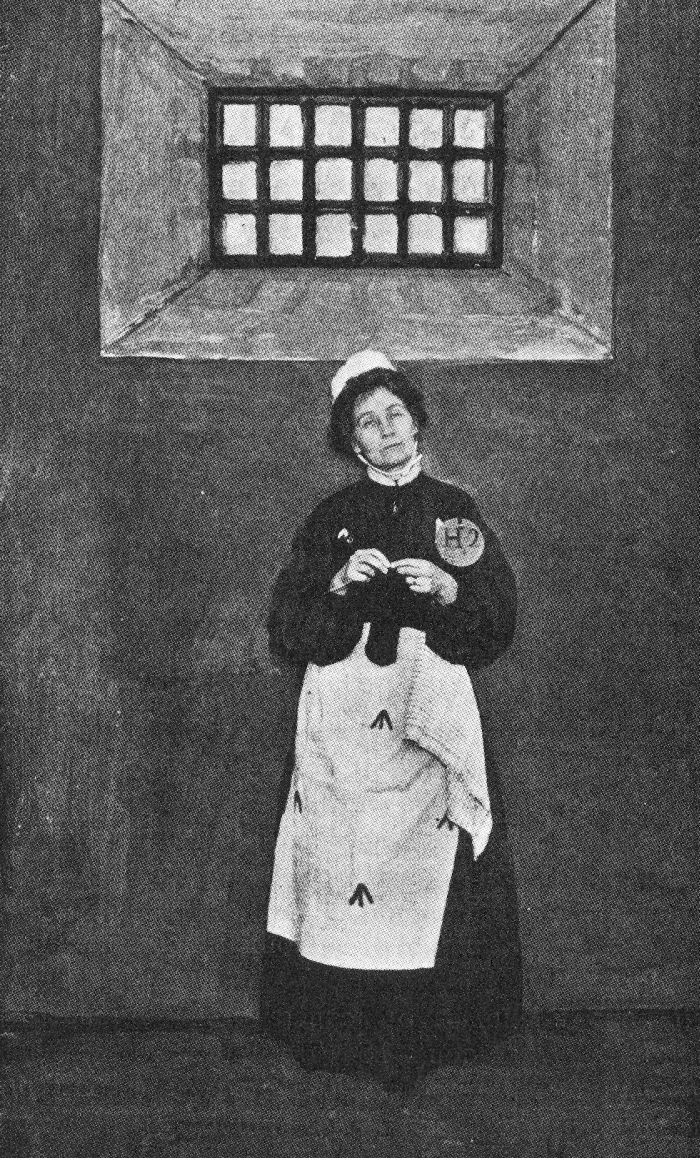
Pankhurst com o uniforme da prisão.

Enquanto outras organizações aceitavam trabalhar com partidos políticos, a WSPU insistiu em separar-se, e, em muitos casos, opor-se a partidos que não considerassem o sufrágio feminino uma prioridade. O grupo manifestou-se contra todos os candidatos do partido do governo em funções uma vez que se tinha recusado a aprovar o projeto de lei do sufrágio feminino. Isto fez com que o grupo entrasse em conflito direto com o Partido Liberal, principalmente porque muitos dos candidatos deste partido apoiavam o sufrágio feminino. Um dos primeiros alvos da oposição da WSPU foi o futuro Primeiro-Ministro Winston Churchill; o seu opositor atribuiu a derrota de Churchill em parte às "senhoras que por vezes são alvo de chacota".
As mulheres da WSPU eram provocadas e ridicularizadas por prejudicarem as eleições de candidatos liberais. Em 18 de janeiro de 1908, Pankhurst e a sua associada Nellie Martel foram atacadas por uma multidão de homens apoiantes do Partido Liberal que acusavam a sua organização de ser responsável pela derrota eleitoral do partido. Os homens atiraram-lhes argila, ovos podres e pedras cobertas de neve. As mulheres foram agredidas e Pankhurst sofreu ferimentos graves no tornozelo. O grupo teve tensões semelhantes com o Partido Trabalhista até este passar a considerar o sufrágio feminino uma prioridade. Apesar disso, a WSPU manteve as suas ações militantes. Pankhurst considerava a política dos partidos uma distração para o objetivo do sufrágio feminino e criticou outras organizações por darem mais importância à sua lealdade para com os seus partidos do que ao acesso das mulheres ao voto.
À medida que a WSPU se tornava mais conhecida devido às suas ações, Pankhurst hesitou em democratizar a própria organização. Em 1907, um pequeno grupo de membros, liderado por Teresa Billington-Greig apelou a um maior envolvimento das sufragistas de escalões menores nas reuniões anuais da WSPU. Em resposta, Pankhurst anunciou numa reunião que os elementos de tomada de decisões não eram válidos e cancelou as reuniões anuais. Insistiu ainda que um pequeno comité escolhido pelos membros presentes nessa reunião deveria receber permissão para coordenar as atividades da WSPU. Pankhurst e a sua filha Christabel foram escolhidas (em conjunto com Mabel Tuke e Emmeline Pethick Lawrence) para esse comité. Frustrados com esta decisão, vários membros da WSPU, incluindo Teresa Billington-Greig e Charlotte Despard saíram da organização e criaram a Women's Freedom League. Na sua autobiografia, Pankhurst desvalorizou as críticas à estrutura da liderança.

### Intensificação tática

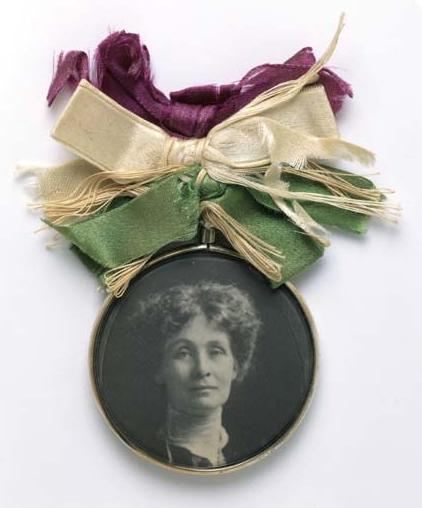
Retrato de Emmeline Pankhurst vendido em massa pela WSPU em 1909 para angariar fundos.

No dia 21 de junho de 1908, 500 000 ativistas juntaram-se numa manifestação no Hyde Park em Londres para exigir o sufrágio feminino. O Primeiro-Ministro e os Membros do Parlamento reagiram com indiferença. Revoltados com esta intransigência e com o abuso da polícia, alguns dos membros da WSPU intensificaram a gravidade das suas ações. Pouco depois desta manifestação, doze mulheres juntaram-se em Parliament Square e tentaram discursar sobre o sufrágio feminino. A polícia cercou várias das discursantes e empurraram-nas para junto de uma multidão de opositores que se tinha juntado ali perto. Frustradas com este episódio, duas mulheres da WSPU, Edith New e Mary Leigh, foram à residência oficial do Primeiro-Ministro em 10 Downing Street e atiraram pedras à sua janela. Elas afirmaram que esta ação foi independente, mas Pankhurst deu a sua aprovação à mesma. Quando um magistrado sentenciou as duas mulheres a dois meses de prisão, Pankhurst lembrou o tribunal de vários casos de ativistas políticos masculinos que tinham partido janelas para conseguirem conquistar direitos civis ao longo da História do Reino Unido.
Em 1909, a WSPU introduziu a greve de fome às suas táticas. No dia 24 de junho, Marion Wallace Dunlop foi presa por ter escrito um excerto da Declaração de Direitos de 1689 numa parede da Câmara dos Comuns. Revoltada com as condições da prisão, Dunlop entrou em greve de fome. Quando este método se tornou eficaz, catorze mulheres presas por partirem janelas fizeram o mesmo. Não demorou muito até a WSPU se tornar conhecida por todo o país por fazer greves de fome prolongadas para protestar a prisão dos seus membros. As autoridades prisionais começaram a forçar estas mulheres a ingerir comida através do nariz ou da boca. Estas técnicas dolorosas (que, no caso da alimentação forçada através da boca exigiam o uso de amarras de ferro para forçar a abertura da boca) foram condenadas por sufragistas e médicos.
Esta tática criou alguma tensão entre a WSPU e organizações mais moderadas que se tinham juntado na União Nacional de Sociedades do Sufrágio Feminino. A líder do grupo, Millicent Fawcett, começou por elogiar os membros da WSPU pela sua coragem e dedicação à causa. Porém, em 1912, ela declarou que as greves de fome não passavam de golpes de publicidade e que quem as praticava estava a criar "graves obstáculos ao sucesso do movimento sufragista na Câmara dos Comuns". A União Nacional de Sociedades do Sufrágio Feminino recusou-se a participar numa marcha de grupos de sufragistas depois de a WSPU recusar o seu pedido para acabar com a vandalização de edifícios.

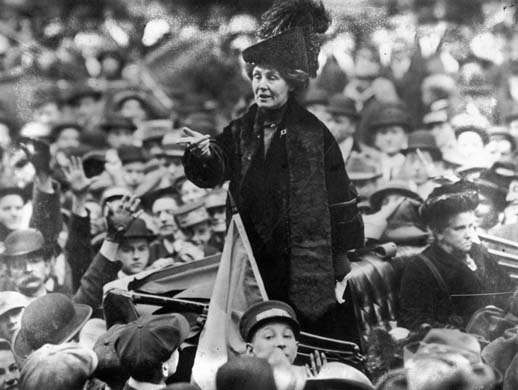
Depois de vender a sua casa, Pankhurst viajou constantemente e deu discursos por todo o Reino Unido e nos Estados Unidos. Ela deu um dos seus discursos mais famosos, Liberdade ou Morte, no Connecticut em 1913.

A cobertura da imprensa sobre o assunto era mista. Muitos jornalistas realçavam que as multidões de mulheres que se juntavam para ouvir Pankhurst a discursar reagiam de forma positiva aos seus discursos, enquanto outros condenavam a sua abordagem radical da questão so sufrágio. O The Daily News pediu a Pankhurst que tivesse uma abordagem mais moderada e outros jornais condenavam a vandalização de edifícios por parte de membros da WSPU. Em 1906, Charles Hands, um jornalista do Daily Mail, descreveu as mulheres militantes com o termo pejorativo de "suffragette" (em vez do até aí habitual "suffragist"). Pankhurst e as suas aliadas apoderaram-se desse termo e começaram a utilizá-lo para se distinguirem dos grupos mais moderados.
A última metade da primeira década do século XX foi uma altura de dor, solidão e trabalho constante para Pankhurst. Em 1907, ela vendeu a sua casa em Manchester e deu início a um estilo de vida nómada, viajando incessantemente para fazer discursos sobre o sufrágio feminino. Ela dormia em casas de amigos ou em hotéis e carregava os poucos pertences que tinha em malas. Apesar de se sentir motivada pela sua luta, e sentia-se feliz quando partilhava a sua motivação, o facto de viajar constantemente resultava numa separação quase permanente dos seus filhos, principalmente de Christabel que se tinha tornado coordenadora nacional da WSPU. Em 1909, Pankhurst tinha planeado fazer uma digressão pelos Estados Unidos para discursar, porém, o seu filho Harry ficou paralítico na altura devido a uma inflamação da coluna vertebral. Ela hesitou em deixar o país enquanto ele estava doente, mas precisava de dinheiro para pagar o seu tratamento e a digressão prometia ser lucrativa, pelo que acabou por a realizar. Quando regressou dos Estados Unidos, assistiu à morte do filho no dia 5 de janeiro de 1910. O funeral realizou-se cinco dias depois da sua morte e, no final, Pankhurst discursou para 5 000 pessoas em Manchester. Entre a multidão encontravam-se apoiantes do Partido Liberal que se tinham dirigido ao local para a insultar, mas mantiveram-se em silêncio enquanto Pankhurst falava.

### Conciliação, alimentação forçada e fogo-posto

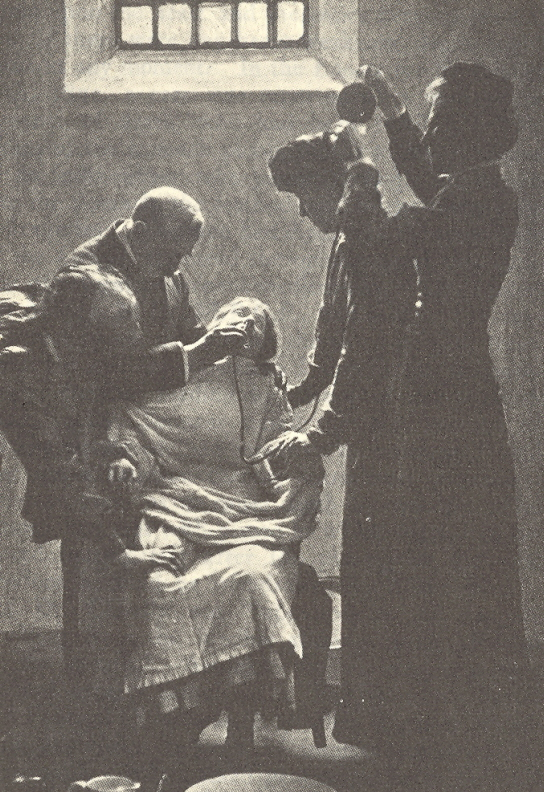
Pankhurst ficou aterrorizada com os gritos das mulheres submetidas a alimentação forçada durante as greves de fome. Mais tarde, escreveu na sua autobiografia: "Enquanto for viva, nunca esquecerei o sofrimento que testemunhei nos dias em que aqueles gritos ecoavam nos meus ouvidos".

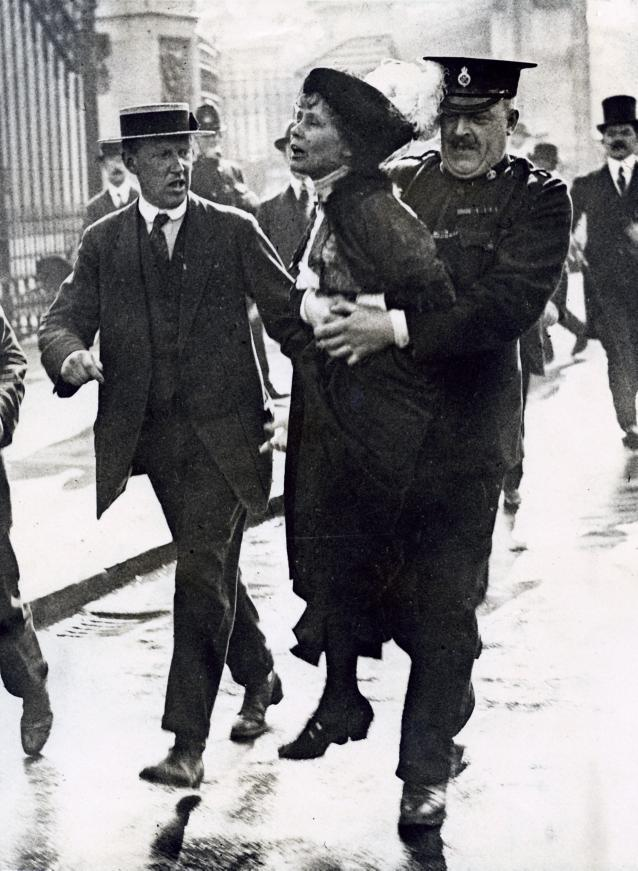
Emmeline Pankhurst a ser detida perto do Palácio de Buckingham em 1914 quando tentava entregar uma petição ao rei Jorge V.

Após a derrota do Partido Liberal nas eleições de 1910, o membro do Partido Trabalhista Independente e jornalista Henry Brailsford ajudou a organizar o Comité da Conciliação para o Sufrágio Feminino que reuniu 54 Membros do Parlamento de vários partidos. Este grupo elaborou o Projeto de Lei da Conciliação, que representava uma tentativa pouco definida, mas com algum potencial para estabelecer o sufrágio feminino. Assim, a WSPU concordou em não apoiar a vandalização de edifícios e as greves de fome enquanto o projeto de lei era negociado. Quando se tornou claro que o projeto de lei seria rejeitado, Pankhurst declarou: "Se o Projeto de Lei, apesar de todos os esforços, for travado pelo governo, então... tenho de dizer que as tréguas vão acabar". Quando o projeto de lei foi rejeitado, Pankhurst liderou uma marcha de protesto composta por 300 mulheres que terminou em Parliament Square no dia 18 de novembro de 1910. As mulheres foram recebidas de forma violenta pela polícia, sob a liderança Ministro do Interior, Winston Churchill. Os agentes esmurraram as manifestantes, torceram braços e puxaram-nas pelos seios. Apesar de Pankhurst ter recebido permissão para entrar no Parlamento, o Primeiro-Ministro recusou recebê-la. Este incidente ficou conhecido como Sexta-feira Negra.
Em março de 1912, depois de as líderes da WSPU terem apoiado a suspensão das ações militantes dos seus membros, Pankhurst voltou atrás e apoiou um novo surto de vandalismo quando parecia que o segundo Projeto de Lei da Conciliação seria rejeitado. Este surto deu origem a grandes danos materiais e, em consequência, a polícia revistou os escritórios da WSPU. Pankhurst e Emmeline Pethick-Lawrence foram julgadas no tribunal Old Bailey e acusadas de conspirar para provocar danos materiais. Christabel, que era a coordenadora chefe da organização em 1912, também era procurada pela polícia. Ela fugiu para Paris onde organizou as estratégias da WSPU em exílio. Emmeline Pankhurst foi presa na Holloway Prision e aí fez a sua primeira greve de fome para protestar as condições de outras sufragistas nas celas à sua volta. Pethick-Lawrence e outros membros da WSPU seguiram o exemplo. Na sua autobiografia, Pankhurst descreveu o trauma provocado pela alimentação forçada durante a greve: "Holloway tornou-se num local de terror e tormento. Decorriam cenas revoltantes de violência a quase todas as horas do dia quando os médicos iam de cela em cela fazer o seu trabalho hediondo". Os funcionários da prisão tentaram forçar Emmeline a comer uma vez, mas ela ameaçou-os com uma jarra de barro e isso não voltou a acontecer. Outras explicações para a diferenciação de tratamento de Emmeline são os seus problemas de saúde (das últimas vezes que foi presa, Emmeline era libertada ao fim de alguns dias devido a problemas de saúde) e o facto de os oficiais estarem conscientes dos problemas de imagem que teriam se a líder da WSPU sofresse demasiado na prisão. Ainda assim, Emmeline foi presa algumas vezes durante manifestações. Ela tentou por várias vezes escapar à polícia através de disfarces  e, a certa altura, a WSPU começou a treinar uma espécie de equipa de guarda-costas femininas que a protegia. A polícia estava sempre atenta aos movimentos de Emmeline e das suas guarda-costas e as suas detenções terminavam sempre em confrontos violentos.
Em 1912, os membros da WSPU começaram a recorrer ao fogo posto como tática para conseguir o voto. Depois de o Primeiro-Ministro visitar o Theatre Royal em Dublin, as sufragistas Gladys Evans, Mary Leigh, Lizzie Baker e Mabel Capper tentaram provocar uma explosão recorrendo a pólvora e benzina. A explosão não provocou grandes danos. Ainda nessa noite, Mary Leigh atirou um machado à carruagem onde viajavam John Redmond, o presidente da Câmara de Dublin, e o Primeiro-Ministro Asquith. Nos dois anos que se seguiram, os membros da WSPU incendiaram um café em Regent's Park, um orquidário em Kew Gardens, caixas de correios e a carruagem de um comboio. Apesar de Pankhurst confirmar que estes atos não foram ordenados pela sua filha Christabel, as duas apoiavam publicamente as sufragistas que os cometiam. Ações como estas foram-se espalhando por todo o país. Um membro da WSPU, por exemplo, colocou um pequeno machado na carruagem do Primeiro-Ministro com as palavras: "Votos para as Mulheres" e outras sufragistas recorreram a ácido para queimar a relva dos campos de golfe frequentados por Membros do Parlamento com as mesmas palavras. Em 1914, Mary Richardson golpeou o quadro de Velázquez, Vénus ao Espelho, para protestar a prisão de Emmeline Pankhurst.

### Desistências e expulsões

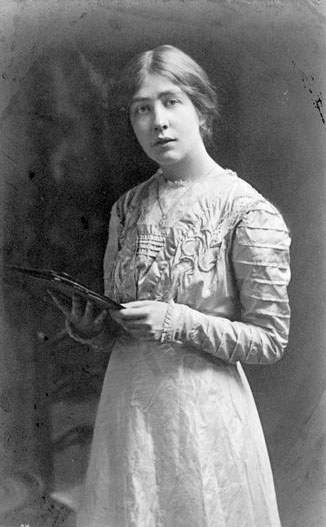
Depois da sua expulsão da WSPU, Sylvia Pankhurst sentiu-se "magoada, como é natural, quando na luta contra o inimigo de fora se é atingido pelo amigo próximo".

O apoio da WSPU a atos de vandalismo levou a que vários membros importantes abandonassem a organização. Os primeiros foram Emmeline Pethick-Lawrence e o seu marido Frederick. Eles fizeram parte da liderança do grupo durante muito tempo, mas entraram em conflito com Christabel por questionarem a validade de atos tão voláteis. Depois de regressar de umas férias no Canadá, o casal descobriu que Christabel os tinha expulsado da WSPU. Eles ficaram chocados com a decisão, mas continuaram a elogiar Christabel e a organização em público de forma a evitar a sua divisão. Na mesma altura, a filha de Emmeline, Adela, saiu da organização. Ela não apoiava os atos de violência aprovados pela WSPU e era da opinião de que era necessário dar uma maior atenção ao socialismo. A relação de Adela com a sua família, especialmente com Christabel, ficou manchada em consequência da sua saída.
O maior conflito dentro da família Pankhurst surgiu em novembro de 1913 quando Sylvia discursou numa reunião de socialistas e sindicalistas que apoiavam o membro do Partido Trabalhista, Jim Larkin. Sylvia trabalhava com a Federação de Sufragistas do Este de Londres, uma filial local da WSPU que tinha uma relação próxima com socialistas. Essa proximidade e o facto de Sylvia ter partilhado o palco com Frederick Pethick-Lawrence fez com que Christabel ficasse convencida de que a irmã estava a organizar um grupo que poderia desafiar a posição da WSPU no movimento sufragista. Esta disputa tornou-se pública e os membros de vários grupos de apoio ao sufrágio feminino prepararam-se para um confronto.
Em janeiro, Sylvia foi chamada a Paris, onde Emmeline e Christabel a aguardavam. A sua mãe tinha acabado de regressar de mais uma digressão pelos Estados Unidos e Sylvia tinha acabado de sair da prisão. As três mulheres estavam exaustas e nervosas, algo que agravou a tensão entre elas. No seu livro de 1931, The Suffrage Movement, Sylvia disse que Christabel agiu com pouca razão e que a criticou incessantemente por ela desafiar as ideias da WSPU:
Ela virou-se para mim e disse: "Tu tens ideias próprias. Não queremos isso. Queremos que todas as nossas mulheres sigam as suas instruções e marchem em linha como um regimento!" Eu estava demasiado cansada e doente para discutir, por isso não respondi. Sentia-me oprimida por um sentimento de tragédia, triste com a sua crueldade. A sua glorificação da autocracia parecia-me completamente alheia à luta que travavamos, aquela luta negra que ainda vive nas minhas células. Pensei nas outras pessoas que tinham sido afastadas por pequenas diferenças de opinião.
Com a aprovação da sua mãe, Christabel ordenou que o grupo de Sylvia se afastasse da WSPU e tentou persuadí-lo a retirar a palavra "suffragettes" do seu nome, uma vez que estava ligada à WSPU. Quando Sylvia se recusou a fazê-lo, a sua mãe ficou furiosa e enviou-lhe uma carta:
És uma pessoa irracional. Sempre foste e temo que sempre o serás. Foi assim que te fiz!... Se tivesses escolhido um nome que pudéssemos aceitar, poderíamos ter feito muito mais para te lançar e promover o nome da tua sociedade. Agora tens de fazer isso á tua maneira. Lamento, mas tu crias os teus próprios problemas por seres incapaz de te colocar na pele dos outros. Talvez aprendas com o tempo as lições que todos aprendemos com a vida.
Desempregada e incerta em relação ao seu futuro, Adela tinha-se tornado numa preocupação para Emmeline. Ela decidiu que Adela deveria mudar-se para a Austrália e pagou-lhe a viagem. Elas nunca mais se voltaram a ver.

## Primeira Guerra Mundial

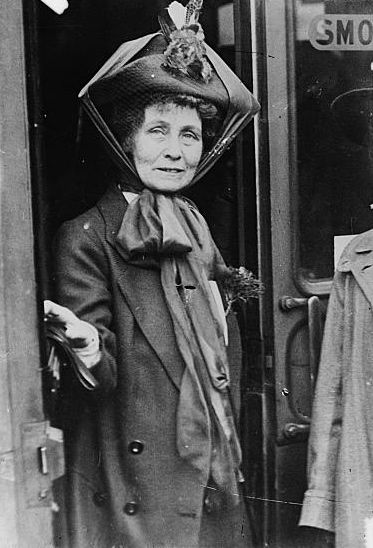
Emmeline Pankhurst

Quando rebentou a Primeira Guerra Mundial, em agosto de 1914, Emmeline e Christabel persuadiram as sufragistas WSPU a suspender todas as atividades militantes até ao fim das hostilidades na Europa. A organização estabeleceu uma trégua com o governo, todas as sufragistas presas foram libertadas e Christabel regressou a Londres. Emmeline e Christabel desviaram as atenções da WSPU para o esforço de guerra. No seu primeiro discurso após o seu regresso ao Reino Unido, Christabel falou do "perigo alemão" e pediu às mulheres que seguissem o exemplo das suas irmãs francesas que, enquanto os homens lutavam, "conseguem manter o país a funcionar, vão para as colheitas, gerem a indústria".
Sylvia e Adela não partilhavam o entusiasmo da sua mãe pela guerra. As duas eram pacifistas e não concordaram com o apoio da WSPU ao governo. Sylvia, uma apoiante do socialismo, via a guerra como mais um exemplo da exploração de soldados e trabalhadores pobres por parte de oligarcas capitalistas. Já Adele fez discursos contra a guerra na Austrália e tornou pública a sua oposição à Conscrição. Numa carta breve, Emmeline disse a Sylvia: "Estou envergonhada com a tua posição e a da Adela". Ela mostrava-se igualmente impaciente com opiniões contrárias à sua dentro da WSPU. Quando Mary Leigh, que fazia parte da WSPU há vários anos, fez uma pergunta numa reunião em outubro de 1915, Emmeline respondeu: "Aquela mulher é a favor dos alemães e devia abandonar a sala... Denuncio-a como defensora da Alemanha e quero esquecer que esta pessoa alguma vez existiu". Alguns membros da WSPU ficaram indignados com esta devoção repentina ao governo, com o que parecia ser essencialmente um abandono da luta pelo sufrágio feminino e com a forma como o dinheiro angariado para a causa sufragista estava a ser desviado para outros propósitos. Dois grupos abandonaram a WSPU: o The Suffragettes of the Women's Social and Political Union e o Independent Women's Social and Political Union. Ambos os grupos continuaram a pressionar o governo na questão do sufrágio feminino no decorrer da guerra.
Emmeline empenhou-se com vigor à defesa patriótica da guerra. Organizou comícios, viajou por todo o país para discursar e pressionou o governo para ajudar as mulheres a entrar no mercado de trabalho enquanto os homens lutavam na guerra. Outra das questões que a preocupava era a dos bebés da guerra, crianças que nasciam de mães cujos maridos se encontravam na guerra. Emmeline criou uma casa de adoção em Campden Hill que tinha como objetivo aplicar o método Montessori na educação das crianças. Algumas mulheres criticaram Pankhurst por oferecer apoio a pais que não eram casados, mas ela declarou indignada que o bem-estar das crianças era a sua única preocupação. No entanto, devido a problemas de financiamento, a casa foi entregue à princesa Alice. A própria Emmeline adotou quatro crianças a quem chamou Kathleen King, Flora Mary Gordon, Joan Pembridge e Elizabeth Tudor. Elas viviam em Londres onde, pela primeira vez em muitos anos, Emmeline teve uma residência fixa em Holland Park. Quando lhe perguntaram como, aos 57 anos e sem uma fonte de rendimento fixo, Emmeline conseguia suportar mais quatro crianças, ela respondeu: "Querido, até parece que adotei quarenta".

### Pluma Branca
Em agosto de 1914, no início da Primeira Guerra Mundial, o almirante Charles Fitzgerald fundou a Ordem da Pluma Branca com o apoio da proeminente escritora Mary Augusta Ward. A organização era destinada a envergonhar homens que não se alistavam no exército, persuadindo mulheres a presenteá-los com uma pluma branca se eles não estivessem utilizando uniforme. Isto foi acompanhado por algumas proeminentes feministas e sufragistas da época, tais como Emmeline Pankhurst. Elas, além de distribuir as plumas brancas, também pressionaram para instituir um projeto universal involuntário, que incluiu aqueles que careciam de votos devido a ser demasiado jovem ou não possuir a propriedade. Ironicamente, a maioria dos soldados que foram à guerra nessa época também não tinham direito ao voto.
A Sra. Pankhurst viajou por todo o país, fazendo discursos pró-recrutamento. Suas apoiadoras entregaram a pluma branca a cada homem jovem que elas encontrassem vestindo roupas civis e se reuniam no Hyde Park com cartazes dizendo: “Prendam todos eles’. (Trecho do diário de Sylvia Pankhurst, "The Suffragette Movement")

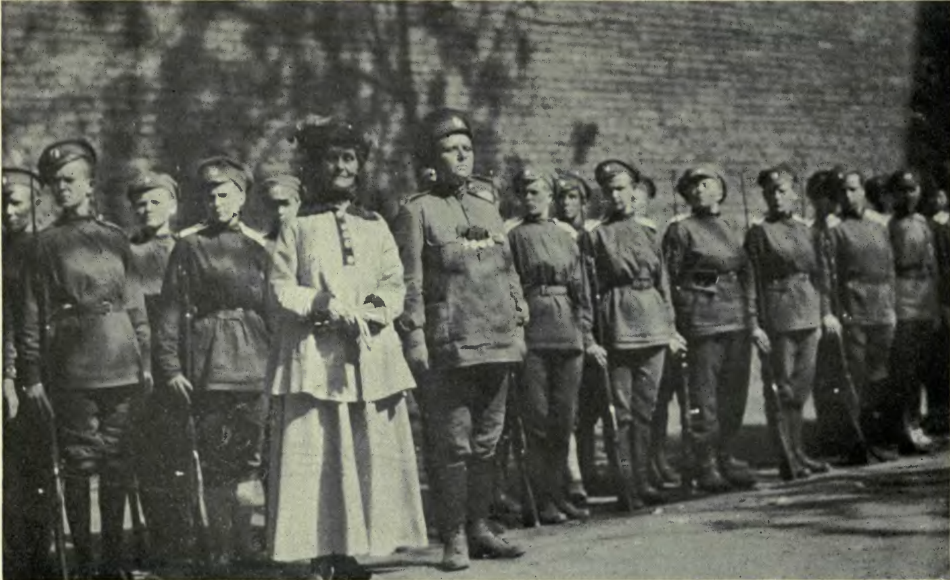
Emmeline Pankhurst na sua visita à Rússia no verão de 1917.

### Delegação russa
Pankhurst visitou a América do Norte em 1916 acompanhada por Čedomilj Mijatović, o antigo Secretário de Estado da Sérvia cuja nação esteve no centro dos conflitos no início da guerra. Os dois viajaram pelos Estados Unidos e pelo Canadá onde angariaram dinheiro e pediram ao governo dos Estados Unidos que apoiasse o Reino Unido, o Canadá e os seus aliados na guerra. Dois anos mais tarde, depois de os Estados Unidos entrarem na guerra, Pankhurst regressou ao país e encorajou as sufragistas (que não tinham suspendido as suas ações de protesto) a apoiarem o esforço de guerra através da suspensão das suas atividades relacionadas com a obtenção do voto. Pankhurst também falou sobre os seus receios da emergência do comunismo, uma ideologia que considerava ser uma grande ameaça à democracia russa.
Em 1917, a Revolução Russa tinha fortalecido a posição dos Bolcheviques, que pediam o fim da guerra. A autobiografia traduzida de Pankhurst foi um grande sucesso na Rússia e ela viu isso como uma oportunidade para pressionar o público russo. Ela esperava convencê-lo a rejeitar os termos de paz da Alemanha, uma vez que considerava que tal representaria uma derrota para o Reino Unido e para a Rússia. O Primeiro-Ministro britânico, David Lloyd George, aceitou financiar a viagem de Pankhurst à Rússia e ela viajou para o país em junho de 1917. Num dos seus discursos, Pankhurst disse: "Vim a Petrogrado com uma prece da nação inglesa para a nação russa: continuem a travar a guerra da qual dependem a face a nossa civilização e a liberdade".
Em agosto, Pankhurst encontrou-se com o Primeiro-Ministro Alexander Kerensky. Apesar de ter trabalhado com o Partido Trabalhista Independente, de esquerda, Pankhurst tinha começado a desconfiar da política de esquerda e a sua opinião só piorou enquanto esteve na Rússia. O encontro foi constrangedor para ambos os participantes: Kerensky ficou com a impressão de que Emmeline não compreendia o conflito de classes que dividia a Rússia na altura e terminou a conversa a dizer-lhe que as mulheres inglesas não tinham nada para ensinar às mulheres russas. Mais tarde, Pankhurst disse numa entrevista ao New York Times que Kerensky era "a maior fraude dos tempos modernos" e que o seu governo poderia "destruir a civilização".

## Conquista do sufrágio (1918)
Quando regressou da Rússia, Pankhurst ficou agradada ao descobrir que o sufrágio feminino estava prestes a tornar-se uma realidade. O Representation of the People Act de 1918 levantou as limitações de propriedade impostas no sufrágio masculino e deu o voto a mulheres com mais de 30 anos (ainda que com grandes limitações). Enquanto as sufragistas celebravam e se preparavam para a aprovação iminente da lei, surgiu um novo ponto de divisão: deveriam as organizações políticas femininas juntar-se às organizações masculinas? Muitos socialistas e moderados apoiavam a união dos sexos na política, mas Emmeline e Christabel Pankhurst eram da opinião de que havia mais esperança de uma maior representação feminina se os sexos se mantivessem separados. As duas fizeram mudanças na USPM e mudaram o seu nome para Partido das Mulheres, mantendo a regra de aceitar apenas mulheres como membros. Segundo elas, "as mulheres servirão melhor a nação se se mantiverem longe das tradições e mecanismos políticos dos partidos masculinos que, é opinião geral, deixam muito a desejar". cujo partido defendia leis de casamento igualitárias, salários iguais para homens e mulheres no mesmo cargo e igualdade no acesso ao mercado de trabalho. Porém, estas seriam questões a abordar quando a guerra terminasse. Para além da luta pela igualdade de género, o Partido das Mulheres defendia a recusa de qualquer compromisso na derrota da Alemanha, a expulsão do governo de todos aqueles que tivessem ligações familiares à Alemanha ou atitudes pacifistas e uma redução na carga horária dos trabalhadores. Esta última servia para desencorajar qualquer interesse no Bolchevismo, algo que preocupava cada vez mais Pankhurst.

## Atividades no pós-guerra
Nos anos que se seguiram ao fim da Primeira Guerra Mundial, Pankhurst continuou a promover a sua visão da uma Grã-Bretanha unida e nacionalista e defendia a manutenção do Império Britânico: "Algumas pessoas falam do Império e do Imperialismo como se merecessem censura ou algo vergonhoso. É incrível sermos herdeiros de um Império como o nosso...grande em território, grande em riqueza... Se conseguíssemos compreender a sua riqueza, poderíamos acabar com a pobreza e destruir a ignorância". Ela continuou a defender  a emancipação da mulher, mas não voltou a entrar em conflito com o governo. Pankhurst continuou a viajar e a discursar pela Inglaterra e pela América do Norte, mas agora o tema principal eram os perigos do Bolchevismo.
Emmeline regressou ao ativismo político quando foi aprovada uma lei que permitia que as mulheres se candidatassem à Câmara dos Comuns. Muitos membros do Partido das Mulheres pediram a Pankhurst que se candidatasse, mas ela insistiu que a sua filha Christabel seria uma candidata melhor. Emmeline participou ativamente na campanha da filha: pediu o apoio do Primeiro-Ministro Lloyd George e fez um discurso fervoroso à chuva. Christabel perdeu a eleição por poucos votos para o candidato do Partido Trabalhista. Um biógrafo disse que esta derrota foi "uma das maiores desilusões da vida de Emmeline". Pouco depois, o Partido das Mulheres desapareceu.
Emmeline viveu alguns anos no Canadá (entre 1922 e 1925), país pelo qual ganhou um carinho especial depois de várias visitas. Porém, cansou-se dos invernos longos e acabou por regressar a Londres  Pouco depois do seu regresso, recebeu a visita da filha Sylvia que não via há vários anos. Na altura do reencontro, as suas ideias políticas eram completamente distintas. Sylvia estava a viver, sem nunca se ter casado, com um anarquista italiano. Sylvia descreveu o reencontro como um momento de carinho familiar que acabou por se tornar em tristeza quando as mulheres se aperceberam do que as separava. No entanto, a filha adotiva de Emmeline disse que tinha uma memória diferente do encontro. Segundo a sua versão, Emmeline caminhou pela sala sem dizer uma palavra, o que deixou Sylvia em lágrimas. Já Christabel, acabou por se mudar para os Estados Unidos, onde se tornou uma adventista devota e dedicava grande parte do seu tempo à igreja. Por vezes, a imprensa britânica brincava com o facto de uma família que a certa altura tinha sido tão unida, ter seguido caminhos tão diferentes.
Em 1926, Pankhurst juntou-se ao Partido Conservador e, dois anos mais tarde, candidatou-se ao Parlamento. A sua transformação de apoiante fervorosa do Partido Trabalhista Independente e radical para um membro do Partido Conservador surpreendeu muita gente. Pankhurst disse: "As minhas experiências na guerra e as minhas experiências no outro lado do Atlântico mudaram consideravelmente o meu ponto de vista". Porém, os seus biógrafos encontram mais complexidade nesta mudança. Pankhurst dedicou-se a um ideal de emancipação e anticomunismo. Tanto o Partido Liberal como o Partido Trabalhista ressentiam o quanto ela os tinha prejudicado na época da USPM e o Partido Conservador tinha um historial de sucesso após a guerra, depois de vencer as eleições com maioria absoluta.

## Doença e morte

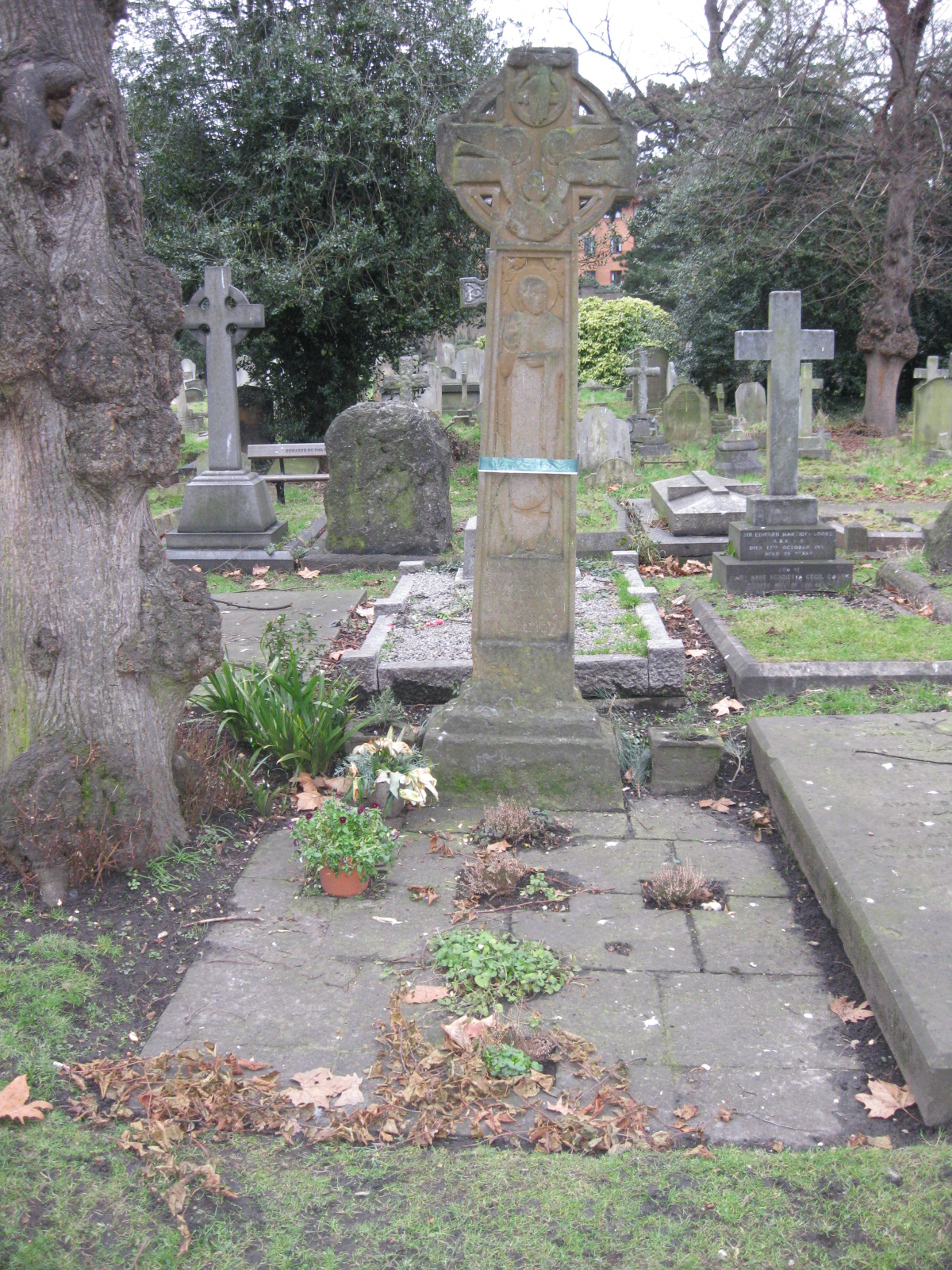
Campa de Emmeline Pankhurst no Cemitério de Brompton.

A campanha de Emmeline Pankhurst para ser eleita para o Parlamento foi cancelada devido a problemas de saúde e a um escândalo que envolveu a sua filha Sylvia. Os anos de digressões, seminários, prisão e greves de fome tinham deixado a sua marca: Emmeline estava constantemente doente e fatigada. Porém, o golpe mais duro para a sua saúde surgiu em abril de 1928 com a notícia de que a sua filha Sylvia tinha dado à luz um rapaz sem se ter casado. Sylvia deu o nome de Richard Keir Pethick Pankhurst ao rapaz em memória do seu pai, do seu camarada do Partido Trabalhista Independente e das suas colegas da WSPU. Emmeline ficou chocada quando viu que um jornal norte-americano se referiu a Sylvia como "Miss Pankhurst", um nome normalmente reservado para Christabel e que ela dizia que a criança era um triunfo "da eugenia", visto que ambos os pais eram saudáveis e inteligentes. No artigo, Sylvia também partilhou a sua opinião de que o "casamento sem uma união legal" era a opção mais sensata para mulheres emancipadas. Estas ofensas à dignidade social, algo que Pankhurst sempre tinha valorizado, deixaram-me devastada e, para piorar a situação, muitas pessoas pensaram que a "Miss Pankhurst" que surgiu nas manchetes nos jornais era Christabel. Depois de ouvir a notícia, Emmeline passou um dia inteiro a chorar e a sua campanha terminou com o escândalo.
Com a sua saúde a deteriorar-se cada vez mais, Emmeline Pankhurst foi viver para um lar de idosos em Hampstead. Ela pediu para ser tratada pelo mesmo médico que a tratava durante as suas greves de fome. O seu método de lavagem do estômago tinha ajudado Emmeline a sentir-se melhor na prisão, mas as suas enfermeiras estavam certas de que o choque provocado por este tratamento era prejudicial. Christabel viu-se obrigada a obedecer ao pedido da sua mãe. Porém, antes que o médico pudesse aplicá-lo, Emmeline adoeceu gravemente e ninguém esperava que recuperasse. Emmeline Pankhurst faleceu no dia 14 de junho de 1928 com 69 anos de idade. Ela foi enterrada no Cemitério de Brompton em Londres.

## Legado

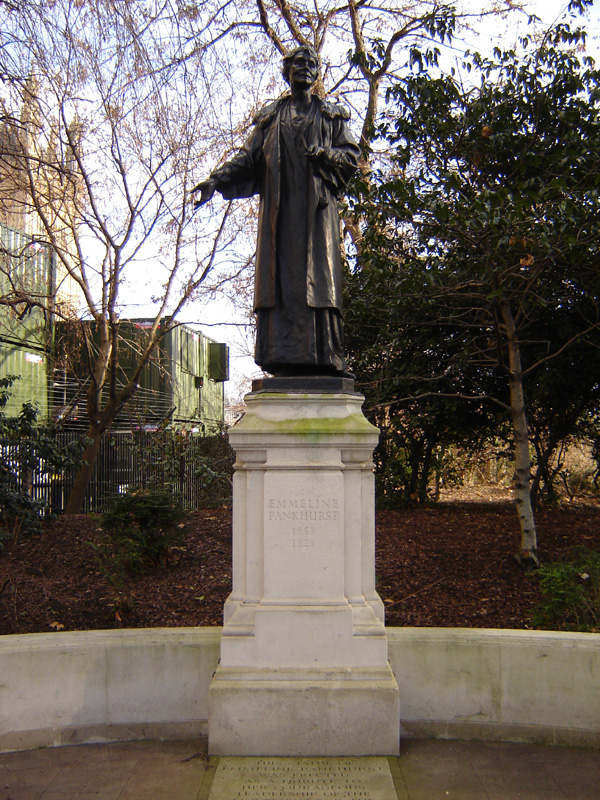
Estátua de Emmeline Pankhurst no Victoria Tower Gardens, em Londres.

As cerimónias fúnebres de Emmeline Pankhurst decorreram no dia 18 de junho, quatro dias após a sua morte, e contaram com a presença de várias das suas colegas da WSPU e colegas de trabalho. O jornal Daily Mail descreveu a procissão como se se tratasse de "um general morto rodeado de um exército em luto". As mulheres levavam faixas e fitas da Women's Social and Political Union e a bandeira da organização foi transportada ao lado da bandeira do Reino Unido. Christabel e Sylvia foram juntas à cerimónia e a última levou o seu filho. Adela não esteve presente. A imprensa de todo o mundo reconheceu o trabalho exaustivo de Emmeline em prol do sufrágio feminino, mesmo que nem todas as publicações concordassem com o mesmo. O New York Herald Tribune afirmou que ela era "a agitadora política e social mais notável do início do século XX e a protagonista suprema da campanha pelo direito das mulheres ao voto".
Pouco depois do funeral, uma das antigas guarda-costas de Pankhurst, Katherine Marshall, começou a reunir fundos para construir uma estátua. Esta ficou pronta na primavera de 1930 e foi colocada no Victoria Tower Gardens em Londres. No dia da inauguração da estátua, reuniu-se um grupo de radicais, sufragistas e dignitários e o antigo Primeiro-Ministro Stanley Baldwin discursou. No seu discurso, Baldwin afirmou: "Posso dizer, sem receio de ser contrariado, que independentemente da opinião que terão da Sra. Pankhurst no futuro, ela conquistou um lugar no Templo da Fama para toda a eternidade". Sylvia foi a única filha de Emmeline presente na cerimónia: Christabel escontrava-se em digressão pela América do Norte, mas enviou um telegrama que foi lido em voz alta. Katherine Marshall, que organizou a cerimónia, excluiu deliberadamente Sylvia da agenda por considerar que ela tinha precipitado a morte da mãe.
No decorrer do século XX, debateu-se o valor da contribuição de Emmeline Pankhurst para o movimento sufragista, sem que se chegasse a um consenso. Duas das filhas de Pankhurst, Sylvia e Christabel escreveram livros que falam sobre o trabalho da sua mãe. No seu livro de 1931, The Suffrage Movement, Sylvia Pankhurst descreve a mudança da posição política da sua mãe no início da Primeira Guerra Mundial como uma traição à sua família (principalmente ao seu pai) e ao movimento. Este livro ditou o tom de muito do que foi escrito da perspetiva socialista sobre a Women's Social and Political Union e cimentou a reputação de Emmeline Pankhurst como uma figura autocrata irracional. O livro de Christabel, Unshackled: The Story of How We Won the Vote, lançado em 1959, descreve Emmeline como uma pessoa generosa e altruísta que se entregou por completo a causas nobres. Este livro constitui um balanço mais favorável do caráter de Emmeline Pankhurst e contribuiu para um debate mais polarizado sobre o seu legado.
Em biografias mais recentes, os historiadores mostram-se divididos em relação à questão da utilidade da militância de Pankhurst para o movimento sufragista. Porém, existe um consenso geral de que o trabalho da Women's Social and Political Union chamou a atenção para a questão de uma forma que acabou por ser essencial para a conquista do voto. Baldwin comparou Emmeline Pankhurst a Martinho Lutero e a Jean-Jacques Rousseau, indivíduos que não foram os únicos contribuintes dos movimentos em que participaram, mas que desempenharam papéis essenciais na luta pela reforma social e política. No caso de Pankhurst, o facto de ter questionado o papel da mulher na sociedade como a esposa e mãe dócil, abriu o caminho para outras feministas que continuaram a lutar pela igualdade entre géneros.
A importância de Emmeline Pankhurst na História do Reino Unido refletiu-se em 1929 quando o seu retrato foi acrescentado à coleção do National Portrait Gallery. Em 1987, uma das suas casas em Manchester foi convertida no Pankhurst Centre, um museu e espaço de encontro de mulheres.

## Emmeline Pankhurst na cultura popular
Emmeline Pankhurst é mencionada na letra da música "Sister Suffragette" que surge no filme Mary Poppins de 1964. A ação de Mary Poppins decorre em Londres, no ano de 1910, no alto do movimento sufragista. Em 1974, o canal BBC produziu uma série de seis episódios que dramatizava a vida de Pankhurst, intitulada Shoulder to Shoulder. A atriz galesa Siân Phillips interpretou o papel de Emmeline. Em 2015, Meryl Streep interpretou o papel de Emmeline Pankhurst no filme Suffragette.